# Eleccions al Parlament d'Andalusia de 1982
Les Eleccions al Parlament d'Andalusia de 1982 se celebraren el 23 de maig. Amb un cens de 4.342.408 electors, els votants foren 2.874.121 (66,2%) i 1.468.287 les abstencions (33,8%). El PSOE guanyà novament per majoria absoluta, i aconseguí el nomenament del seu candidat, Rafael Escuredo, com a president de la Junta, tot i que dimitiria dos anys després per a deixar la presidència en mans de José Rodríguez de la Borbolla
- Els resultats foren:

| Eleccions al Parlament d'Andalusia, 1982 → |           |      |        |
| Partit                                     | Vots      | %    | Escons |
| PSOE                                       | 1.496.475 | 52,1 | 66     |
| Aliança Popular                            | 484.480   | 16,9 | 17     |
| UCD                                        | 371.138   | 12,9 | 15     |
| PCA-PCE                                    | 243.781   | 9,5  | 8      |
| PSA                                        | 153.713   | 5,4  | 3      |
| Fuerza Nueva                               | 34.742    | 1,2  |        |
| PST                                        | 14.460    | 0,5  |        |
| UCE                                        | 8.121     | 0,29 |        |
| PCOE                                       | 7.891     | 0,27 |        |
| Moviment Comunista d'Andalusia             | 6.681     | 0,24 |        |
| Falange Española de las JONS               | 3.589     | 0,13 |        |
| PCE (ml)                                   | 3.587     | 0,13 |        |
| MFE                                        | 3.163     | 0,11 |        |
| Candidatura Granadina de Trabajadores      | 1.428     | 0,09 |        |
| Sindicalistas Independientes               | 1.275     | 0,04 |        |
| Partido Socialista                         | 949       | 0,03 |        |
| LCR                                        | 895       | 0,03 |        |
| Solidaridad Popular Andaluza               | 490       | 0,02 |        |
| OCE-BR                                     | 10        | 0,00 |        |

A part, es comptabilitzaren 9.327 (0,3%) vots en blanc.

## Partits
Solidaridad Popular Andaluza (SPA) fou un partit polític de caràcter independent fundat a Jaén, que es va presentar a les eleccions al Parlament d'Andalusia de 1982, on només va obtenir 490 vots (0,02%).

## Diputats electes
- Rafael Escuredo (PSOE)
- José Rodríguez de la Borbolla (PSOE)
- Antonio Hernández Mancha (AP)
- Miguel Arias Cañete (AP)
- Felipe Alcaraz (PCE)
- Julio Anguita (PCE)
- Luis Uruñuela (PSA)
- Pedro Pacheco (PSA)